# Euanisoptera
Euanisoptera – takson owadów z rzędu ważek, podrzędu Epiprocta i infrarzędu ważek różnoskrzydłych.

## Morfologia
Euanisoptera podobnie jak inne ważki różnoskrzydłe mają głowę o dużych oczach złożonych z większymi fasetkami po stronie grzbietowej i mniejszymi po stronie brzusznej, a ich skrzydła w pozycji spoczynkowej trzymane są całkowicie rozprostowane na boki. Odwłok u samic Euanisoptera nie jest jednak tak gruby jak u Petalurida i nie zachowuje ściśle walcowatego kształtu, często będąc miejscami przewężonym lub przypłaszczonym. W pierwotnym planie budowy odwłok samca ma wtórny aparat kopulacyjny z ostatnim segmentem pęcherzyka nasiennego (vesicula spermalis) zaopatrzonym w parzyste flagellae.
Larwy mają wyraźną piramidkę analną utworzoną przez wydłużone, spiczasto zwieńczone przysadki odwłokowe, paraprokty i wyrostki epiproktów, co łączy je z innymi Neoanisoptera. Wyróżniają się na tle wszystkich innych ważek redukcją liczby fałdek przedżołądka z ośmiu do czterech. Z wyjątkiem Austropetaliida charakteryzują się obecnością mięśnia poprzecznego nie tylko w szóstym, ale także w piątym segmencie odwłoka, co umożliwia im poruszanie się napędem odrzutowym, dzięki gwałtownemu wypuszczaniu wody z komory rektalnej. W pierwotnym planie budowy larwy Euanisoptera odróżniają się także od Petalurida mniej lub bardziej nitkowatymi czułkami.

## Taksonomia
Takson ten wprowadzony został w 1996 roku przez Güntera Bechly’ego. Zalicza się do niego wszystkie ważki różnoskrzydłe z wyjątkiem Petalurida. Filogenetyczna systematyka Euanisoptera według pracy Bechly’ego z 2007 roku, do rangi rodziny z pominięciem podziału Valvulida przedstawia się następująco:
- Exophytica
  - Cavilabiata
    - Cordulegastrida
      - Zoraenidae
      - Cordulegastridae – szklarnikowate

    - Cristotibiata
      - Neopetaliidae
      - Brachystigmata
        - †Nannogomphidae
        - Eubrachystigmata
          - †Hemeroscopidae
          - Neobrachystigmata
            - Chlorogomphida
              - †Araripechlorogomphidae
              - Chlorogomphoidea
                - Chloropetaliidae
                - Chlorogomphidae

            - Paneurypalpidomorpha
              - †Juracorduliidae
                - Eurypalpidomorpha
                  - †Valdicordulioidea
                    - †Valdicorduliidae
                    - †Araripephlebiidae

                  - Eurypalpidiformia
                    - †Eocorduliidae
                    - Paneurypalpida
                      - †Araripelibellulidae
                        - Eurypalpida
                          - Synthemistidae
                          - Neolamellida
                            - Gomphomacromiidae
                            - Valvulida

  - Gomphides
    - †Araripegomphidae
    - Progomphidae
    - Desmoproctida
      - Lindeniidae
      - Oligophlebiata
        - Hagenioidea
          - †Proterogomphidae
          - Hageniidae

        - Brevicubitalia
          - Zonophoridae
          - Gomphida
            - Epigomphidae
            - Gomphidae – gadziogłówkowate
- Aeshnoptera
  - †Mesuropetaloidea
    - †Mesuropetalidae
    - †Liupanshaniidae

  - Austropetaliida
    - Archipetaliidae
    - Austropetaliidae

  - Panaeshnida
    - †Progobiaeshnidae
    - Aeshnida
      - †Cymatophlebioidea
        - †Rudiaeschnidae
        - †Cymatophlebiidae

      - Paneuaeshnida
        - †Paracymatophlebiidae
        - Euaeshnida
          - †Eumorbaeschnidae
          - Neoaeshnida
            - Gomphaeschnidae
            - Aeshnodea
              - Allopetaliidae
              - Euaeshnodea
                - Brachytronidae
                - Aeshnoidea
                  - Telephlebiidae
                  - Aeshnidae – żagnicowate